# Тоглый
Тоглый (Товлый, Итоглый) (? — после 1193 года) — хан лукоморских половцев.

## Биография
В 1172 году два половецких войска вошли в пределы Русского государства, одно из них возглавил Тоглый, но обе армии были разбиты войсками князя Михалко Юрьевича, который действовал вместе с берендеями. Упоминается, что в битве приняли участие развязавшие друг друга пленники, в том числе женщины и дети, во время битвы напавшие на половцев с кольями и посеявшие в них смятение. Понеся большие потери половцы бежали и хан Тоглый сбежал с небольшим количеством людей.
В 1183 году вместе с другими ханами потерпел поражение от русских князей в битве на Орели и вместе с сыном попал в плен.
Вместе с Акушем и Кондувдеем провели поход зимой 1190 года на Поросье.
В 1193 году участвовал в мирных переговорах на Днепре. Приехал по приглашению Рюрика овручского вместе с Акушем, но ханы бурчевичей отказались переходить Днепр (князья и лукоморские половцы ждали их у Канева), тем самым сорвав заключение мира.